# Директор (фильм, 1987)
«Директор» (англ. The Principal) — криминальный триллер 1987 года режиссера Кристофера Кейна.

## Сюжет
Школьный учитель Рик Латимер (Джеймс Белуши) переживает не лучшие времена — от него ушла жена, променяв его на адвоката по разводам. Пытаясь заглушить тоску, он проводит вечера в спорт-баре и однажды случайно встречает там свою бывшую жену с её нынешним любовником. Рик в приступе ярости хватает бейсбольную биту и нападает на любовника жены. В результате конфликта в машине адвоката по разводам не остается ни одного целого стекла, а сам он не избит только благодаря прибежавшим на шум посетителям бара.
Последствием инцидента стало неожиданное повышение: не в силах уволить Рика, попечительский совет предлагает ему альтернативу — Рик Латимер становится директором самой неблагополучной школы в самом неблагополучном районе города, где учителя и руководство давно утратили контроль над обстановкой. Как говорит один из учителей при первой встрече с Риком: «Из этой школы учеников отчислить нельзя, потому что они уже отчислены из всех школ города». Торговля наркотиками, воровство, грабежи, изнасилования — вот то, чем занимаются ученики в свободное от занятий время, а иногда и вместо занятий. Многие из них не один раз оставались на второй год, так что теперь старшие классы — действительно «старшие» — в них числится много юношей и девушек 19−20 лет. Виктор Дункан (Майкл Райт) — темнокожий молодой человек «держит» эту школу, сколотив собственную банду, контролирующую торговлю наркотиками среди подростков, и считает, что только он один будет решать, что и как будет происходить здесь. Рик Латимер, поняв, что происходит, собирает учеников школы в актовом зале, где объявляет, что «все закончилось» («no more») — то есть бросает открытый вызов власти Виктора Дункана и тем самым развязывает войну в школе.
Первым действием Рика в объявленной войне становится набор дополнительных охранников из числа учителей физкультуры под руководством Джека Филлипса/«Отвёртки» (Луис Госсетт-младший) — бывшего ученика этой школы, в результате травмы на поле потерявшего все шансы на спортивную карьеру. «Отвёртка», лишившись будущего в спорте, вернулся туда, откуда вышел — в школу, чтобы стать там начальником охраны и помогать той маленькой горстке детей, что ещё хотят выбраться в широкий мир и стать кем-то большим. В Джеке-«Отвёртке» Рик находит друга и преданного союзника.
Между тем ситуация в школе накаляется. Рик, пытаясь пресечь торговлю наркотиками, отбирает у школьницы Трины Лестер (Келли Джо Минтер) и выбрасывает большую партию «травы». На следующий день становится известно, что Трина подала заявление об уходе из школы. Рик едет к ней домой и узнает, что у неё маленький ребёнок, сын, и деньги ей нужны для него. Он предлагает ей заниматься дополнительно по утрам, перед занятиями в школе. Она приходит, но вместе с ней приходят люди Виктора Дункана. Они жестоко избивают Рика и корежат его мотоцикл.
Но, как выясняется, у директора есть и друзья. Группа школьников, занимавшаяся в механической мастерской, предлагает ему починить мотоцикл, хотя и отказывается назвать имена нападавших. Рик решает ответить Виктору, и нападает на него и других торговцев наркотиками во время их встречи. Виктор гонится за ним на машине, пытаясь убить, но в последний решающий момент Рик приводит его к школе, из окон которой смотрят ученики. Не будучи уверен, что никто его не выдаст, Виктор отступает.
Тем временем учительница истории Хилари Ороско (Рэй Дон Чонг) получает записку от одного из темнокожих учеников по имени Эмиль (Трой Винбаш) с просьбой о встрече, на которой ей расскажут нечто очень важное. Сравнивая почерк записки с почерком сочинения того же юноши, учительница понимает, что записку писал кто-то другой, и ей грозит беда. Не успев убежать из кабинета, она подвергается нападению белого ученика Зака (Дж. Дж. Коэн), который избивает её и хочет изнасиловать. К счастью, во дворе школы болтают Рик и Рейми Рохас (Эсай Моралес) — ученик, любящий учительницу истории: она учила его читать. Они слышат крик Хилари и бросаются ей на помощь. Насильника удается остановить и сдать полиции, но Рейми не собирается оставлять виновного безнаказанно. Он узнает, что учительнице была послана записка от имени Эмиля, и пытается его убить. Рик разнимает противников и выясняет, что Виктор приказал Эмилю написать эту записку, однако, парень отказался, и подсунули фальшивку. Узнав, что случилось с учительницей, Эмиль вышел из банды Виктора.
Расставшись с Эмилем (настолько дружески, что Эмиль обещал принести на следующий день 3 страницы сочинения), Рик едет навестить Хилари. Она поправляется, но решила переходить на работу в другую школу, и Рик соглашается с ней.
В тот же день, чуть позже, кто-то на глазах Рика сбрасывает Эмиля с крыши школы. В больничной палате, думая, что Эмиль без сознания, Рик говорит, что устал и хочет все бросить. Но Эмиль все слышал и обвиняет Рика в трусости.
На следующий день, придя в школу, Рик видит в столовой Виктора, и теряет контроль над собой: он бросается на Виктора, прижимает его к стене и засовывает ему в рот остатки еды, бывшие на столе. Виктор потрясен и раздавлен, но всё же ставит ультиматум: если директор придет завтра в школу, он умрет.
Рик не отступает. Он приходит в школу, и Джек-«Отвёртка» прикрывает его. Все так же Рик занимается чтением с Рейми (после нападения на Хилари Рик взял на себя эту обязанность), как вдруг сама Хилари приходит в кабинет и сообщает, что не будет переводиться в другую школу. Стремясь обеспечить её безопасность и безопасность Рейми, Рик просит Рейми проводить Хилари до машины. Глядя в окно, Рик Латимер видит, как Виктор Дункан и его банда заходят в двери школы. Теперь они могут только драться. Джек уходит запирать двери, но по итогу его самого запирает в кладовке один из прихвостней Виктора. Рик берёт биту и преследует одного из банды Дункана. В итоге они оказываются в душевых, туда же приходит Виктор. Пока Рик прячется от хулиганов, Джеку удаётся выйти и расправится над третьим членом банды, а также над подоспевшим Заком. В итоге Рика загоняют в угол, Виктор достаёт пистолет и хочет убить директора, но перед этим приказывает своему подопечному порезать его. Тот отказывается, так как не хочет сидеть за убийство. Тогда Виктор казнит члена своей банды выстрелом в голову, сделать то же самое с Риком ему не даёт подоспевший Рейми. В драке директору удаётся взять верх и выкинуть Виктора на порог школы, после чего ему апплодируют некоторые ученики. Подоспевшая полиция забирает Виктора, а Рик решает остаться в школе директором.

## В ролях
- Джеймс Белуши — Рик Латимер, директор
- Луис Госсетт-младший — Джек Филлипс «Отвёртка», начальник охраны
- Рэй Дон Чонг — Хилари Ороско, учительница
- Майкл Райт — Виктор Дункан, главарь банды
- Дж.Дж. Коэн[англ.] — Белый Зак
- Келли Джо Минтер — Трина Лестер
- Эсай Моралес — Рейми Рохас
- Джейкоб Варгас — Артуро Диего
- Трой Винбаш[en] — Эмили, ученик

## Сборы
Фильм имел умеренный коммерческий успех в прокате . Общий доход фильма составил 19 734 940 долларов.

## Прием
На сайте Rotten Tomatoes фильм получил 50 % рейтинг одобрения, основанный на отзывах 10 критиков. На сайте Metacritic фильм имеет оценку 37 %, основанную на отзывах 8 критиков. Зрители, опрошенные компанией Cinemography, дали фильму оценку B по шкале от A до F.
В 2014 году этот фильм был одним из нескольких обсуждаемых Кели Гофф в газете The Daily Beast в статье, посвященной рассказам о белом спасителе в кино.